# Общество русских врачей
Общество русских врачей — название научно-медицинских обществ, созданных в Санкт-Петербурге и Москве. Они послужили основой для создания аналогичных обществ в разных городах Российской империи, Польши и Финляндии.

## Предыстория
Предтечей медицинских научных обществ стало «Вольное экономическое общество», которое с первых дней существования много внимания уделяло пропаганде гигиенических знаний, а с 1830-х годов — борьбе с детской смертностью. Во второй половине XIX века оно стало руководящим центром по оспопрививанию.
В 1804 году было основано Общество соревнования врачебных и физических наук при Московском университете, переименованное в 1845 году в Физико-медицинское общество.

## Общество русских врачей в Санкт-Петербурге
В 1834 году в Санкт-Петербурге в дополнение к немецкому медицинскому обществу Deutsche Arzliche Verein c большими вступительными и членскими взносами, возникшему в 1819 году, появилось, действовавшее согласно подписанному императором Николаем Первым прогрессивному демократическому уставу, открытое всем врачам Российской империи любого вероисповедания и происхождения «Общество русских врачей».
Основатель общества Семён Фёдорович Вольский вспоминал:

На предпринятое мною намерение основать Общество Русских Врачей, иностранные, находящиеся в русской службе и многие отечественные врачи, в особенности баронет Я. В. Виллие, смотрели с неблагорасположением до такой степени, что военные врачи, чтоб не потерять по службе, должны были оставить Общество; а доктор Нагумович и лейб-медик Мандт письменно отказались от данного ими обещания принять участие в основании Общества.
Среди учредителей общества были, кроме С. Ф. Вольского, С. Ф. Гаевский, лейб-медик И. В. Енохин, доктор медицины А. Н. Никитин, лейб-хирург Д. К. Тарасов и домашний врач семьи А. С. Пушкина И. Т. Спасский. Почётными членами при учреждении стали ректор Медико-хирургической академии П. А. Загорский и председатель уже упоминавшегося Общества немецких врачей Verein И. Ф. Буш. Членами общества были Н. Ф. Арендт, Ф. П. Герарди, Н. И. Пирогов и другие знаменитые петербургские врачи. В 1883 году почётным членом избран А. П. Бородин.
Протоколы заседаний печатались в еженедельной медицинской газете «Друг здравия». С 1856 года Общество начало регулярно публиковать протоколы своих заседаний. Общество тесно сотрудничало и с возглавляемыми И. Е. Андреевским Русским обществом охранения народного здравия и Санкт-Петербургским университетом, и с Обществом Красного Креста под председательством С. П. Боткина. В период руководства Обществом русских врачей С. П. Боткиным и его учеником И. П. Павловым на заседания общества стремились попасть все врачи России, Финляндии и Польши. После смерти Боткина общество стало называться «Общество русских врачей памяти С. П. Боткина». Оно ежегодно проводило панихиды по С. П. Боткину и мемориальные заседания с участием учёных, докладывавших о своих достижениях, и семьи С. П. Боткина. После смерти И. М. Сеченова Общество русских врачей памяти С. П. Боткина точно так же отмечало и память И. М. Сеченова. В течение 10 лет редактором журнала «Труды Общества русских врачей» был Михаил Владимирович Яновский.
С 1897 года заседания Общества проходили в помещении Пироговского музея, на постройку которого деньги собирались по подписке среди всех российских земств. В музейных залах были собраны хирургические препараты, инструментарий, специальные аппараты, документы. В зале заседаний проходили общие съезды врачей и собрания представителей отдельный отраслей медицины. Для приезжих были оборудованы гостиничные номера. Здание Пироговского музея было снесено для строительства гостиницы «Ленинград», а музейные фонды переданы в музей Военно-медицинской академии.

### Председатели общества
- 1834—1840: Ефим Иванович Андреевский
- 1840—1849?: Семён Фёдорович Вольский
- Пётр Александрович Дубовицкий
- 1878—1889: Сергей Петрович Боткин
- 1906—1913: Иван Петрович Павлов[8]

## Общество русских врачей в Москве
Общество русских врачей в Москве было основано в 1858 году по инициативе Ф. И. Иноземцева 

Друзья мои, — говорил Иноземцев своим ученикам, — пока я жив, я буду служить вам словом и делом. Но не мешает вам подумать, что мы смертны; во имя вашей же общей пользы необходимо найти лицо бессмертное. Это возможно, если вы образуете коллективное учреждение, общество, состоящее из многих лиц, но управляемое единым умом и единою целью.
 и С. А. Смирнова, который писал:

Мы видим примеры установленных учёных обществ, продремавших почти полстолетия над своим уставом, не произведя ни одной живой мысли. Не в таких собраниях нуждаемся мы в настоящее время.
Первыми тринадцатью членами-учредителями устав общества был подписан 15 октября 1859 года на квартире Н. К. Беркута в доме на Пречистенском бульваре.
В 1860 году было проведено уже 22 заседания, на которых было заслушано 216 сообщений. Общество жило полнокровной жизнью, но лишь через 1 год 8 месяцев после подписания проекта устава, 15 июня 1861 года, состоялось его официальное открытие. Ко дню официального открытия «Общества русских врачей в Москве» оно насчитывало 26 членов: С. А. Смирнов, А. Т. Тарасенков, Н. К. Беркут, А. И. Клементовский, Э. Б. Эше, Н. Е. Мамонов, В. А. Голицинский, Р. Я. Расторов, К. М. Соколов, П. В. Кивокурцев, К. Ф. Розенов, Н. А. Тольский, Н. П. Шапкин, М. К. Милютин, Э. Э. Клин, Н. В. Виноградский, В. Н. Белов, В. И. Ельцинский, А. П. Скопин, Ф. И. Иноземцев, И. Я. Ковалевский, И. М. Соколов, И. К. Монигетти, Н. П. Мансуров, Э. Б. Крейзер, Л. Ф. Змеев.  К 1 января 1862 года в Общество входило уже 55 человек.
Сначала органом общества была выходившая с 1858 года «Московская медицинская газета». С 1879 года стали выходить «Труды» общества (два раза в год), в котором с 1881 года печатались протоколы общества. В состоявшихся 500 заседаниях общества было выслушано до 10 000 докладов. Обществом было учреждено 5 стипендий для выдачи детям или родственникам членов общества. Общество, благодаря тому, что Ф. И. Иноземцев передал ему всё своё имущество, а сам жил и умер в нищете, имело свой дом, лечебницу, аптеку и библиотеку (1800 томов). 25 марта 1865 года обществом по адресу Арбат, д. 4 была открыта амбулаторная лечебница и аптека при ней, где можно было получить лечение и лекарства по низким ценам, на 30 % — 40 % дешевле, чем это стоило в других местах, а неимущим больным и медицинская помощь, и лекарства предоставлялись бесплатно. Из аптеки общества было отпущено бесплатно лекарств на 64 000 руб. Около 1 млн больных посетило лечебницу за 30 лет работы; бесплатных посетителей было до 40 000 человек.
Первоначально общество собиралось в доме Медико-фармацевтического общества; в 1862—1865 годах — в библиотечном зале в доме Г. А. Черткова. С 1865 года общество нанимало квартиру в доме Лазарика на Арбате (№ 21), а в 1870 году перебралось в дом А. А. Пороховщикова (Арбат, 25), где и оставалось до закрытия в 1918 году.
Общество русских врачей в Москве явилось первым объединением русских врачей, не просто боровшимся за развитие общественной медицины в России, а реально создавшим общественную медицину в Москве на уровне, не уступающем уровню благотворительной деятельности немецких врачей (один из них — доктор Гааз). И это — первое в Москве общество, известное самой широкой массе врачей, сочувствовавших его целям и в разных формах принимавших участие в его деятельности. По его образцу было создано более 50 провинциальных, губернских медицинских обществ. Ученик Ф. И. Иноземцева и член его кружка С. П. Боткин возглавил «Общество русских врачей» в Петербурге и Общество Красного Креста.
Особое место среди медицинских обществ России занимало Общество русских врачей в память Н. И. Пирогова, основанное в 1881 году. Оно имело свой журнал, многочисленные филиалы в различных городах, каждые два года регулярно собирало съезды русских врачей, вошедшие в историю под названием Пироговских съездов.

### Председатели общества
- 1861—1871: Иван Матвеевич Соколов[14]
- 1872—1890: Николай Кононович Беркут

## Развитие обществ
Общества русских врачей стали колыбелью съездов русских естествоиспытателей и врачей. От них впоследствии отпочковались многочисленные специальные медицинские общества — терапевтов, хирургов, гинекологов, офтальмологов и др. Так, после гражданской войны вместо Общества русских врачей, откуда из-за разногласий с В. М. Бехтеревым по поводу теории Бехтерева о возможности полезного действия алкоголя ушёл И. П. Павлов, было основано Санкт-Петербургское терапевтическое общество на платформе трезвости и с участием бывшего председателя Общества русских врачей И. П. Павлова, продолжавшее проводить мемориальные заседания памяти И. М. Сеченова и С. П. Боткина.